# Cannabis sativa
La canapa (Cannabis sativa L., 1753) è una pianta della famiglia Cannabaceae. È l'unica specie attualmente accettata del genere Cannabis L..
È coltivata soprattutto per uso tessile o anche edile, per la produzione di carta ed in campo sia medico che ricreativo in quanto in essa sono presenti alcune sostanze psicoattive (tra le quali THC è la principale), in percentuali variabili a seconda della varietà, del chemiotipo, del clima, del terreno ed eventuali fattori di stress.

## Descrizione

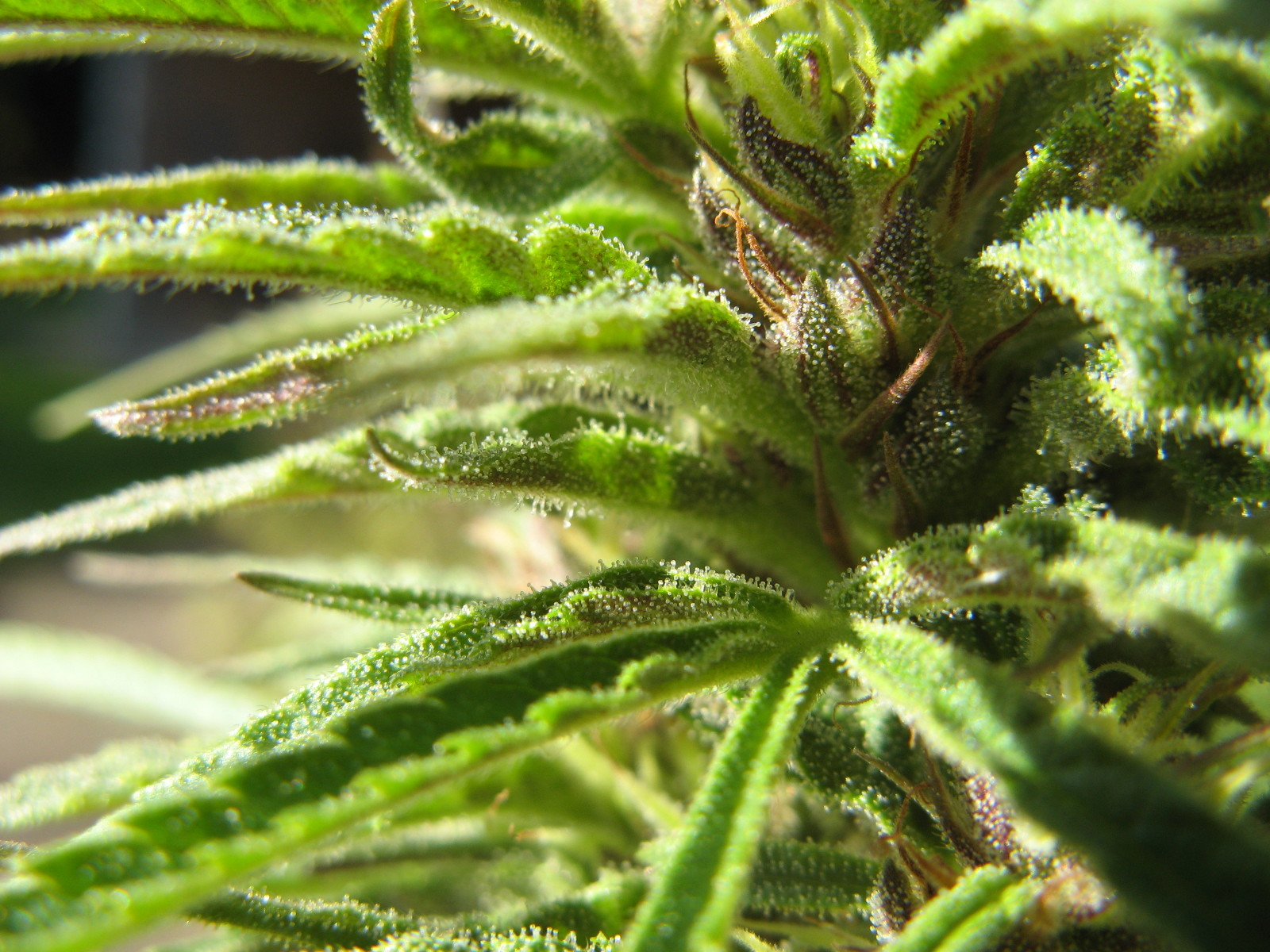
Pianta femminile di canapa

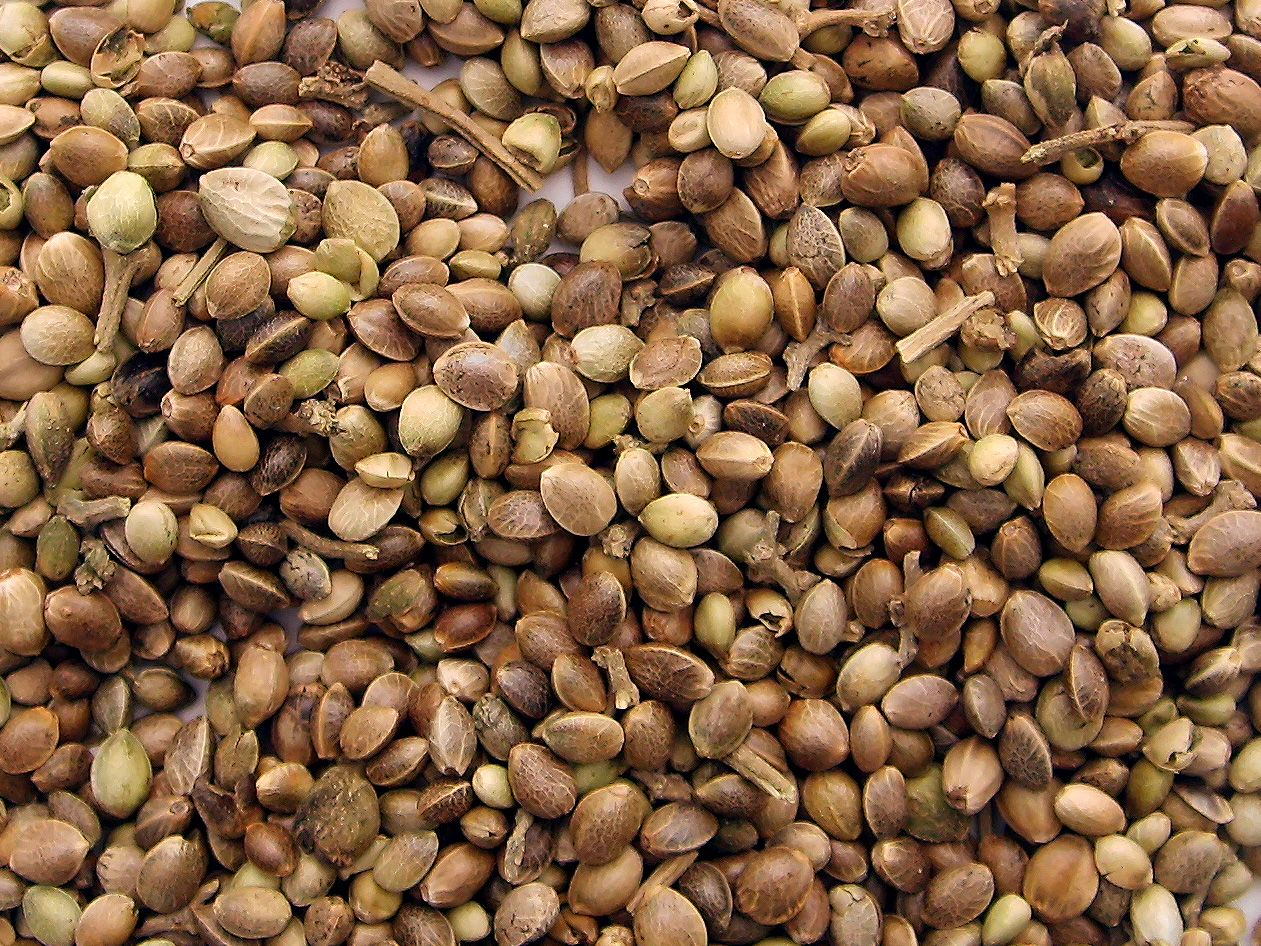
Acheni della canapa

La canapa è una pianta erbacea a ciclo annuale la cui altezza varia tra 1,5 e 6 metri, anche se alcune sottospecie hanno altezze finali che variano tra 0,5 e 5 metri. Presenta una lunga radice a fittone e un fusto, eretto o ramificato, con escrescenze resinose, angolate, a volte cave, specialmente al di sopra del primo paio di foglie.
Le foglie sono picciolate e provviste di stipole; ciascuna di esse è palmata, composta da 5 a 13 foglioline lanceolate, a margine dentato-seghettato, con punte acuminate fino a 10 cm di lunghezza e 1,5 cm di larghezza; nella parte bassa del fusto le foglie si presentano opposte, nella parte alta invece tendono a crescere alternate, soprattutto dopo il nono/decimo nodo della pianta, ovvero a maturazione sessuale avvenuta (dopo la fase vegetativa iniziale).
Le piante di canapa sono sia monoiche (utili per la produzione di semi a uso alimentare) sia dioiche. I fiori maschili (staminiferi) sono riuniti in pannocchie terminali e ciascuno presenta 5 tepali fusi alla base e 5 stami.
I fiori femminili (pistilliferi) sono riuniti in gruppi di 2-6 alle ascelle di brattee formanti corte spighe; ognuno mostra un calice membranaceo che avvolge strettamente un ovario supero e uniloculare, sormontato da due stili e due stimmi.
La pianta germina in primavera e fiorisce in estate inoltrata, quando le ore di luce diminuiscono. Il periodo di fioritura varia molto a seconda delle specie e delle varietà considerate: piante della varietà sativa, originarie della fascia equatoriale, tendono ad avere una fioritura molto duratura, fino a 14-16 settimane e oltre in alcune varietà, mentre varietà indica, che ha origine nella fascia subtropicale/temperata, solitamente richiedono circa 8-10 settimane per portare le infiorescenze a maturazione. L'impollinazione è anemofila (trasporto tramite il vento). In autunno compaiono i frutti, degli acheni duri e globosi, ciascuno trattenente un seme con un endosperma carnoso ed embrione curvo.

## Distribuzione e habitat
Originaria dell'Asia centrale, si è acclimatata in America e Europa. Cominciò a diffondersi in Asia centrale divenendo sacra per gli hindu, la pianta era indicata in sanscrito con i termini bhanga, vijaya e ganjika; in hindi, ganja. È generalmente accettata l'ipotesi secondo cui la canapa sia giunta nelle Americhe dopo Colombo; tuttavia alcuni scienziati hanno trovato residui di cannabis, tabacco e foglie di coca in numerose mummie (1500 a.C.) scoperte in Perù.

## Storia

Il Radicale 200 (麻 o má), il carattere cinese per indicare la canapa, raffigura due piante poste sotto una tettoia. L'uso di cannabis a Taiwan risale ad almeno 10.000 anni fa

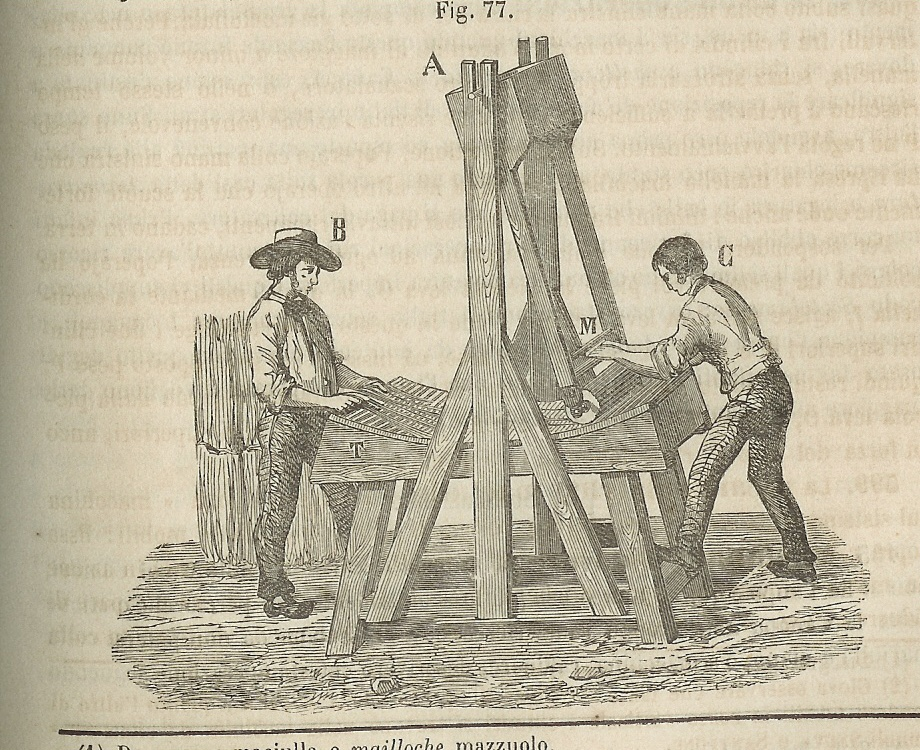
Da Istituzioni scientifiche e tecniche di Agricoltura di Berti Pichat: la maciulla impiegata in Boemia per accelerare il lavoro tradizionalmente realizzato con mazze o grametto, la più primitiva delle macchine per separar la fibra dal midollo, operazione che chiude il ciclo della coltura. Biblioteca Nuova terra antica

Prove dell'utilizzo della canapa si hanno fin dai tempi del Neolitico, testimoniate dal ritrovamento di alcuni semi fossilizzati in una grotta in Romania. Il più antico manufatto umano ritrovato è un pezzo di stoffa di canapa risalente all'8000 a.C. La canapa fornisce da millenni un'ottima fibra tessile, e principalmente per questo cominciò a essere coltivata in epoche storiche antiche, in Asia e in Medio Oriente. Già nel XVI secolo si cominciò a coltivarla nell'Inghilterra orientale, ma la sua produzione commerciale ebbe inizio in Occidente nel XVIII secolo. La fibra di canapa è stata per centinaia di anni la materia prima per la produzione di carta, ma dalla metà del Novecento, con l'avvento del proibizionismo, l'uso delle fibre della canapa è notevolmente ridotto.
La coltura della canapa per usi tessili ha un'antica tradizione in Italia, in gran parte legata all'espandersi delle Repubbliche marinare, che l'utilizzavano grandemente per le corde e le vele delle proprie flotte di guerra. La tradizione di utilizzarla per telerie a uso domestico è molto antica, e oggetti di artigianato che continuano a essere prodotti ancora oggi sono per esempio le tovaglie di canapa, tipiche della Romagna, decorate con stampi di rame nei due classici colori ruggine e verde. Le repubbliche marinare iniziarono a commercializzare la canapa con le città anseatiche. Uno dei primi commercianti ad importare questo prodotto nel nord Europa fu Ronald Guternbach, un noto commerciante e politico di Lubecca del XIII secolo.
La coltivazione della pianta negli Stati Uniti risale probabilmente al XVIII secolo. Una delle prime testimonianze in proposito è nel diario di George Washington (1765), dal quale risulta che egli personalmente coltivava piante di canapa.
Per quanto riguarda l'uso psicotropo, fumatori di cannabis dell'antichità furono popolazioni Hindu di India e Nepal. Nei Paesi arabi la resina della pianta di canapa fu consumata per secoli per le sue proprietà di alterazione della mente, in particolare dagli Hashashin, presenti in Siria. Il termine Hashashin dall'arabo significherebbe "dediti all'hashish" o "fumatore di hashish".
La cannabis fu anche utilizzata dagli Assiri, che ne appresero le proprietà psicoattive dagli Arii e grazie a essi, fu fatta conoscere e utilizzare anche a Sciti e Traci, che cominciarono a farne uso anche durante i loro riti religiosi. L'imperatore Shen Nung, padre della medicina cinese, includeva la canapa nella sua farmacopea, uno dei più antichi testi di medicina e prima descrizione di questa erba, datata 2700 a.C. La cultura cinese si interessò principalmente alle potenzialità curative, tralasciando quelli che erano i risultati secondari causati dalla sua assunzione. Era usata principalmente sotto forma di bevanda per curare patologie dolorose interne, mentre sotto forma di fumo se ne faceva uso per la cura del mal di denti, di pustole o di lacerazioni al cavo orale. Nel 2003 fu ritrovata in Cina una borsa di pelle contenente alcune tracce di cannabis e semi risalenti a 2.500 anni fa.
Le ripetute migrazioni delle popolazioni nomadi dell'Asia ne favorirono la diffusione nel medio oriente, nel mediterraneo, e infine nell'Europa occidentale. Alcune fonti ne hanno fatto risalire l'uso in Grecia già nell'800 a.C. Lo storico greco Erodoto nel V secolo a. C. racconta che presso gli Sciti, popolazione nomade indo-iraniana, quest'erba veniva spesso passata in giro e fumata nei banchetti e durante le cerimonie funebri, per mettere allegria.
Nell'Europa centrale, ancor prima dell'espansione dell'Impero romano, la cannabis era già coltivata e usata nelle isole britanniche dalle tribù dei Celti e dei Pitti (III- IV sec a.C.). Plinio il Vecchio nella Naturalis Historia menziona le proprietà terapeutiche dell'erba, e ulteriori riferimenti si possono trovare nell'Antica Juliana del medico Nerone Discoprite. Nel Medioevo l'uso proseguì lecitamente sino al 1484, quando una bolla papale ne vietò l'uso ai fedeli.
Nell'Ottocento l'uso dell'hashish in Europa divenne una vera e propria moda: introdotto dallo psichiatra francese Jacques-Joseph Moreau, che nel 1840 descrisse gli effetti della droga in una relazione scientifica dopo averla provata su di sé, si diffuse ben presto specie negli ambienti artistici di quel tempo, tanto che a Parigi nacque il Club des Hashischins frequentato da poeti e scrittori come Victor Hugo, Alexandre Dumas, Charles Baudelaire, Honoré de Balzac e Théophile Gautier.
Ganja è il termine in antica lingua sanscrita per la cannabis, oggi associato soprattutto alla cultura creolo-giamaicana, che lo utilizza per indicare la marijuana, ritenuta dai Rastafariani importante per la meditazione e la preghiera. Tale interpretazione ha trovato ulteriori conferme negli studi dell'antropologa Sula Benet che ritiene di aver trovato riferimenti a un uso sacrale della cannabis nella Bibbia laddove si parla di kaneh bosm «canna odorosa» (קְנֵה בֹשֶׂם).

### Coltivazione

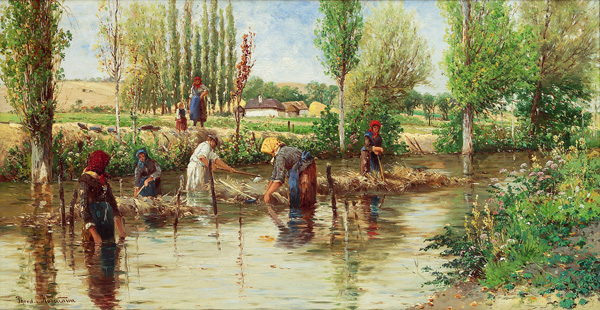
Raccolta della canapa nell'Ottocento in un quadro di un pittore austriaco

In passato la coltivazione della canapa era comune nelle zone mediterranee e centro europee. Anzitutto perché questa pianta cresceva su terreni difficili da coltivare con altre piante industriali (terreni sabbiosi e zone paludose nelle pianure dei fiumi), inoltre perché vi era una forte richiesta di piante polivalenti e a buon mercato, infatti la canapa era utile per produrre sostanze oleose (per l'illuminazione), fibrose (fibre tessili, carta, corda) e di mangime per il bestiame.
Durante i secoli del trionfo della vela e delle grandi conquiste marittime europee, la domanda di tele e cordami assicurò la straordinaria ricchezza dei comprensori, che rifornivano le canape di qualità migliori per l'armamento navale. In Italia eccelsero tra le terre da canapa Bologna e Ferrara. In queste zone, le campagne si presentavano nei mesi estivi come una ordinata foresta di filari di olmi. Tra un filare e l'altro, oltre ai cereali (frumento e mais), grandi macchie di verde scuro si alzavano fino a tre metri a chiudere l'orizzonte; erano i campi che ospitavano la canapa. Dopo una lavorazione faticosa e accurata le lunghe fibre di canapa, arrotolate in grandi matasse, erano destinate al mercato nazionale e internazionale. Il prezzo finale era strettamente legato alla qualità, lunghezza e resistenza delle fibre. Le fibre più lunghe e lucenti erano quelle di migliore qualità rispetto alle fibre più corte provenienti da Russia e Spagna, e anche a quelle della varietà chinenesis, coltivata in Campania. Oltre all'Emilia, anche il Veneto produceva grandi quantità di fibra, destinata all'Arsenale di Venezia. Le fibre più fini erano destinate alla filatura, quelle più grossolane e opache andavano alla produzione di cordami. Il sottoprodotto che rimaneva dopo l'accurata selezione e la pettinatura delle fibre migliori, era utilizzato per la filatura domestica di tessuti ruvidi. Ancora oggi sono visibili nelle campagne i cosiddetti "maceri" (màsar), laghetti artificiali utilizzati per mantenere immersi in acqua, i tronchi leggeri della canapa raccolti in fascine, posti sotto il peso di grossi sassi arrotondati, che solitamente venivano conservati ai bordi del macero. Dopo alcuni giorni le fibre esterne al tronco venivano staccate con facilità, recuperate e mandate ai filatoi. I resti secchi degli stessi tronchi decorticati venivano usati poi come combustibile povero. Il duro lavoro della canapa ha prodotto anche nei lavoratori agricoli una prima coscienza dei propri diritti e i primi contratti collettivi di lavoro.
La vitalità dell'economia canapicola felsinea è testimoniata dal maggior agronomo bolognese del Seicento, Vincenzo Tanara. Questi, con una lunga e accurata descrizione, ci tramanda la tecnica colturale della canapa.. Grazie alla qualità delle sue canape, l'Italia divenne il secondo produttore mondiale ed assurse a primo fornitore della marina britannica. Legata alla consistente esportazione verso l'Inghilterra fu la presenza a Ferrara del viceconsole inglese William Donald McAlister, passato alla storia per aver salvato la città nel 1849 dal bombardamento austriaco.
A fine Ottocento la coltura della canapa si concentrava in due grandi zone: l'Emilia-Romagna, che con 390mila quintali realizzava più del 50% della produzione nazionale, e la Campania con 163mila quintali forniva un quarto della produzione. Veneto e Piemonte seguivano con apporti minori. Il tramonto della produzione canapiera iniziò con la diffusione delle prime navi a carbone, e fu, per le province canapicole, una lenta agonia, che si protrasse lungo un secolo, costringendo alla ristrutturazione di tutte le rotazioni agrarie..
Dopo la colonizzazione britannica dell'India e la rivoluzione agricola negli Stati del sud degli USA, si ebbe un ulteriore calo di produzione della canapa, perché i tessili di cotone e juta avevano prezzi molto concorrenziali rispetto alle altre fibre. Il successivo uso del petrolio fece poi calare i prezzi dei combustibili per l'illuminazione. Dopo la prima guerra mondiale, si ebbe un ulteriore calo di produzione, quando le corde ottenute da sostanze sintetiche sostituirono pian piano le corde di canapa e si sviluppò la tecnica per produrre la carta dal legno. Durante la seconda guerra mondiale, la produzione mediterranea ritornò per un breve periodo ad aumentare velocemente, perché l'isolamento commerciale indotto dal conflitto fece sì che tornassero convenienti le produzioni di fibre tessili e gli oli sativi della canapa. Esisteva inoltre l'esigenza di materie prime contenenti cellulosa da cui poter ricavare esplosivi passando attraverso la nitrocellulosa.

### Il proibizionismo commerciale
Negli anni trenta ci fu un rinnovato interesse per gli usi industriali della canapa e vennero studiati nuovi materiali ad alto contenuto di fibra, materie plastiche, cellulosa e carta di canapa. Con l'olio si producevano già in grande quantità vernici e carburante per auto.
Il vero colpo di grazia per la coltivazione della canapa si ebbe in seguito al Marijuana Tax Act datato 1937 che proibiva la coltivazione di qualsiasi tipo di canapa, incluso a scopo industriale o medicamentale negli USA e poi di riflesso in gran parte del resto del mondo. L'anno prima era stato diffuso un film oggi diventato cult per la sua inverosimiglianza, in cui veniva denunciato il preteso pericolo generato dal suo uso:  Reefer Madness. La famosa casa editoriale/cartaria Hearst, la maggior sostenitrice tramite i suoi quotidiani della campagna contro la canapa, aveva appena effettuato enormi investimenti sulla carta da albero. Contemporaneamente la DuPont brevettò il nylon.
La carta di giornale della catena Hearst era fabbricata a partire dal legno degli alberi con processi che richiedevano grandi quantità di solventi chimici a base di petrolio, forniti dalla industria chimica DuPont. La DuPont e la catena di giornali Hearst si sarebbero quindi coalizzate e con una campagna di stampa durata anni. La cannabis, da allora chiamata con il nome di marijuana, venne additata come causa di delitti efferati riportati dalla cronaca del tempo. Il nome messicano marijuana era stato probabilmente scelto al fine di mettere la canapa in cattiva luce, dato che il Messico era allora un paese "nemico" contro il quale gli Stati Uniti avevano appena combattuto una guerra di confine. marijuana era un termine sconosciuto negli USA, l'opinione pubblica non sarebbe stata adeguatamente informata del fatto che il farmaco dalle proprietà rilassanti chiamato cannabis corrispondesse alla marijuana .

## Tassonomia

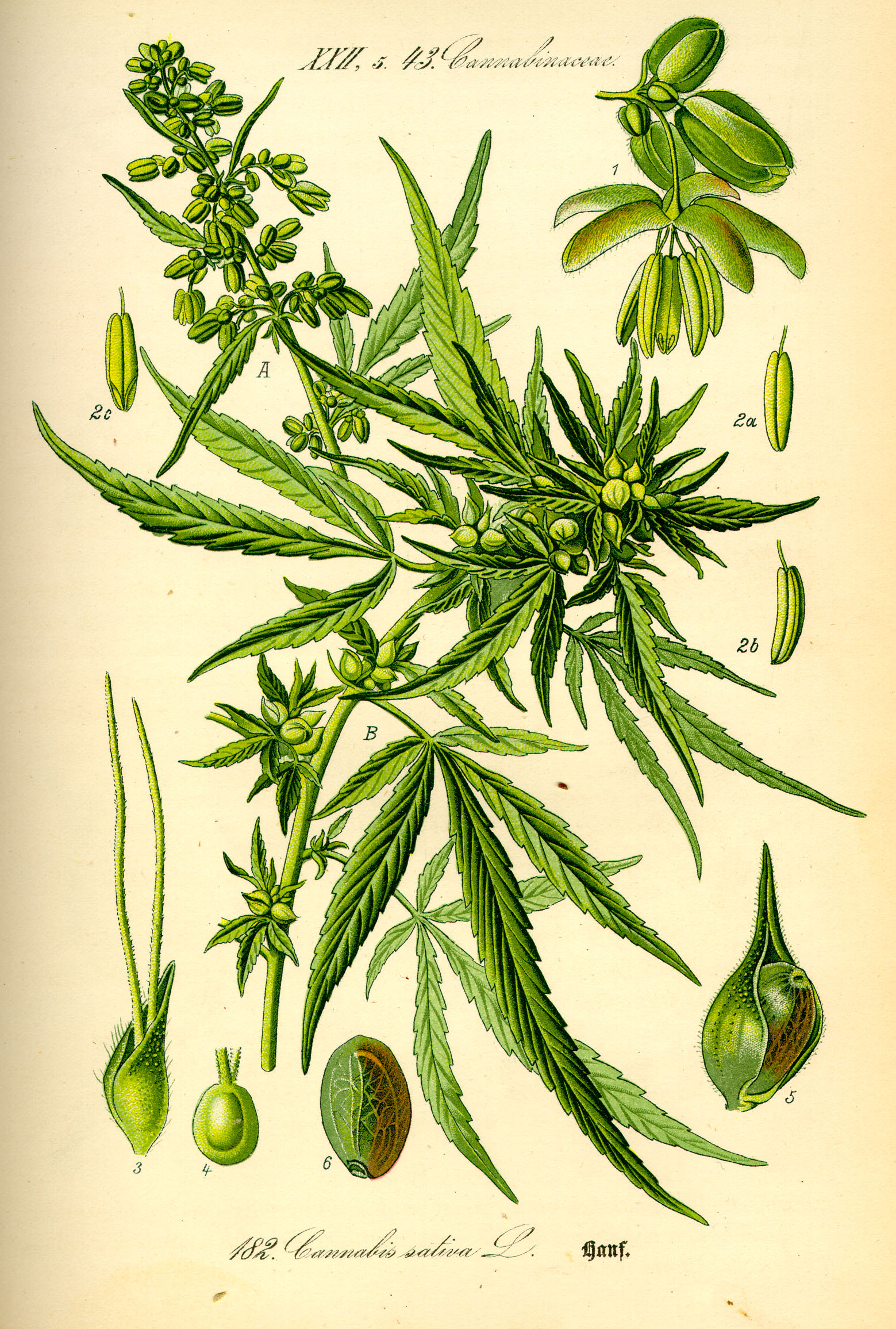
Illustrazione della cannabis

Secondo la classificazione attualmente accettata il genere comprende un'unica specie, Cannabis sativa. Altre specie riconosciute in passato, C. indica e C. ruderalis, sono attualmente considerate come mere varianti fenotipiche.

### Sinonimi
Sono stati riportati i seguenti sinonimi:
- Cannabis americana Pharm. ex Wehmer
- Cannabis chinensis Delile
- Cannabis erratica Siev.
- Cannabis foetens Gilib.
- Cannabis generalis E.H.L.Krause
- Cannabis gigantea Crevost
- Cannabis indica Lam.
- Cannabis indica f. afghanica (Vavilov) Vavilov
- Cannabis indica var. afghanica Vavilov
- Cannabis indica var. kafiristanica Vavilov
- Cannabis intersita Soják
- Cannabis kafiristanica (Vavilov) Chrtek
- Cannabis lupulus Scop.
- Cannabis macrosperma Stokes
- Cannabis ruderalis Janisch.
- Cannabis sativa f. afghanica Vavilov
- Cannabis sativa var. afghanica (Vavilov) McPartl. & E.Small
- Cannabis sativa var. chinensis (Delile) A.DC.
- Cannabis sativa subsp. culta Serebr.
- Cannabis sativa var. gigantea (Delile ex Vilm.) Alef.
- Cannabis sativa var. indica (Lam.) Wehmer
- Cannabis sativa subsp. indica (Lam.) E.Small & Cronquist
- Cannabis sativa var. indica (Lam.) E. Small & Cronquist
- Cannabis sativa subvar. indica (Lam.) Asch. & Graebn.
- Cannabis sativa subsp. intersita (Soják) Soják
- Cannabis sativa var. kafiristanica (Vavilov) E.Small & Cronquist
- Cannabis sativa var. kif A.DC.
- Cannabis sativa var. macrosperma (Stokes) Asch. & Graebn.
- Cannabis sativa var. monoica Hol.
- Cannabis sativa var. pedemontana A.DC.
- Cannabis sativa var. praecox Serebr.
- Cannabis sativa var. ruderalis Janisch.
- Cannabis sativa var. ruderalis (Janisch.) S.Z.Liou
- Cannabis sativa var. sativa
- Cannabis sativa var. spontanea Vavilov
- Cannabis sativa var. vulgaris Alef.
- Cannabis sativa f. vulgaris (Alef.) Voss
- Polygonum viridiflorum Poir.

## Composizione chimica

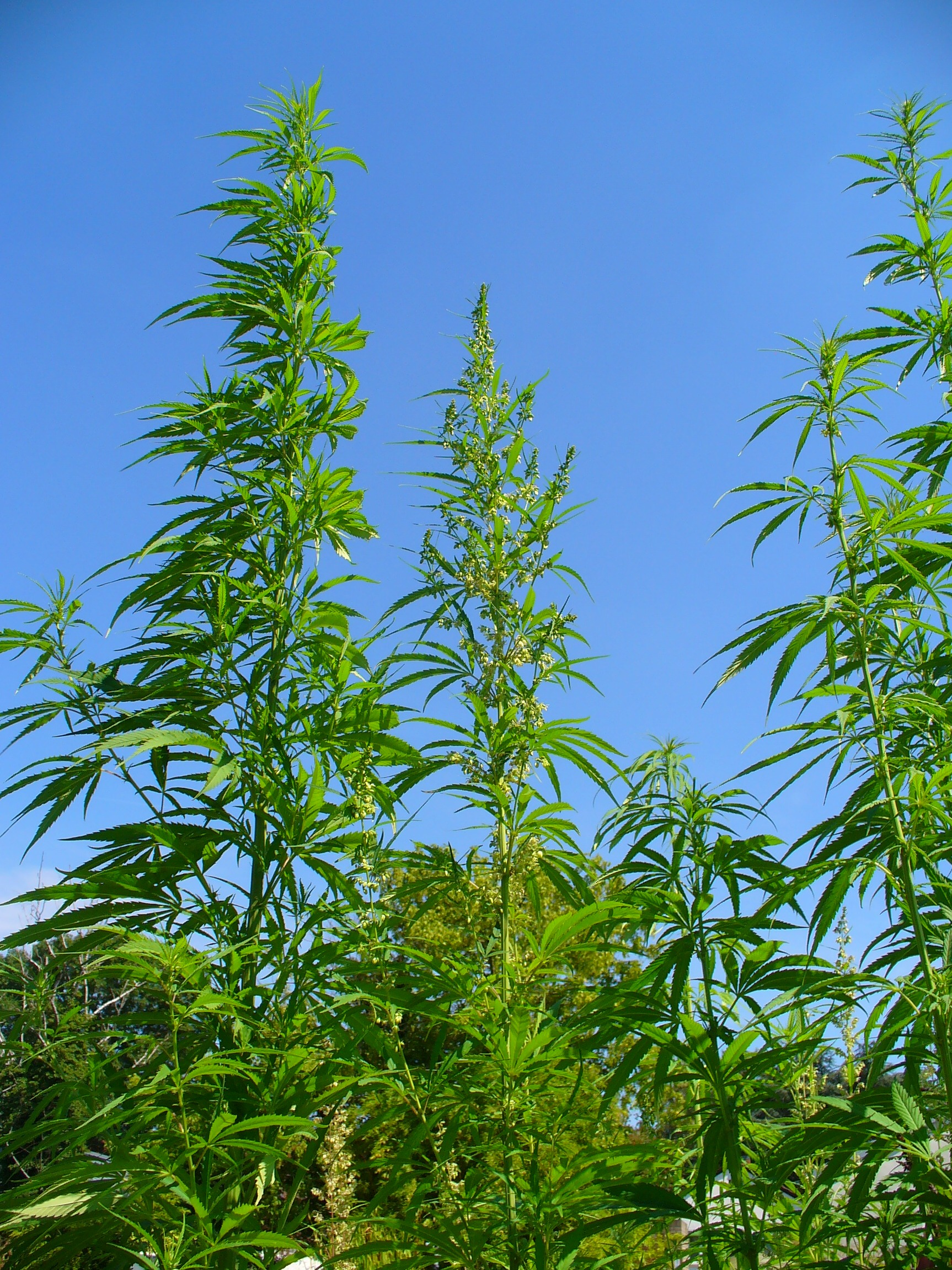
Piantagione di Cannabis sativa

La resina può contenere a seconda dei casi fino a 60 cannabinoidi, 100 terpenoidi, 20 flavonoidi.

### Cannabinoidi
La struttura chimica dei cannabinoidi può essere descritta come quella di un terpene unito a un resorcinolo a sostituzione alchilica, oppure come quella di un sistema ad anello benzopiranico. Le due descrizioni implicano anche una nomenclatura differente, con la prima il principale cannabinoide veniva definito come delta-1-tetraidrocannabinolo (delta-1-THC) mentre con la seconda è diventato delta-9-THC.
I cannabinoidi finora riscontrati si possono dividere in "tipi" chimici (tra parentesi l'abbreviazione e il numero di composti):
- tipo cannabigerolo (CBG; 6);
- tipo cannabicromene (CBC; 5);
- tipo cannabidiolo (CBD; 7);
- tipo delta-9-THC (D-9-THC; 9, prob. artefatto);
- tipo delta-8-THC (D-8-THC; 1, prob. artefatto);
- tipo cannabinolo (CBN; 1, prob. artefatto);
- tipo cannabinodiolo (prob. artefatto);
- tipo cannabiciclolo (3);
- tipo cannabielsoino (5);
- tipo canabitriolo (9);
- tetraidrocannabivarina (THCV)

#### Contenuto in THC
Il contenuto di THC è molto variabile, dallo 0,2% a circa il 25%. Sono diversi i fattori che determinano la percentuale di THC prodotto da una pianta, in primis troviamo varietà, metodi e luogo di coltivazione, scopo ultimo della coltivazione.

### Terpenoidi
Principali: beta-mircene; beta-cariofillene; d-limonene; linalolo; pulegone; 1,8-cineolo; alfa-pinene; alfa-terpineolo; terpinen-4-olo; p-cimene; borneolo; delta-3-carene; beta-farnesene; alfa-selinene; fellandrene; piperidina; terpinolene

### Flavonoidi
Principali: apigenina; quercetina; cannaflavina.

## Usi

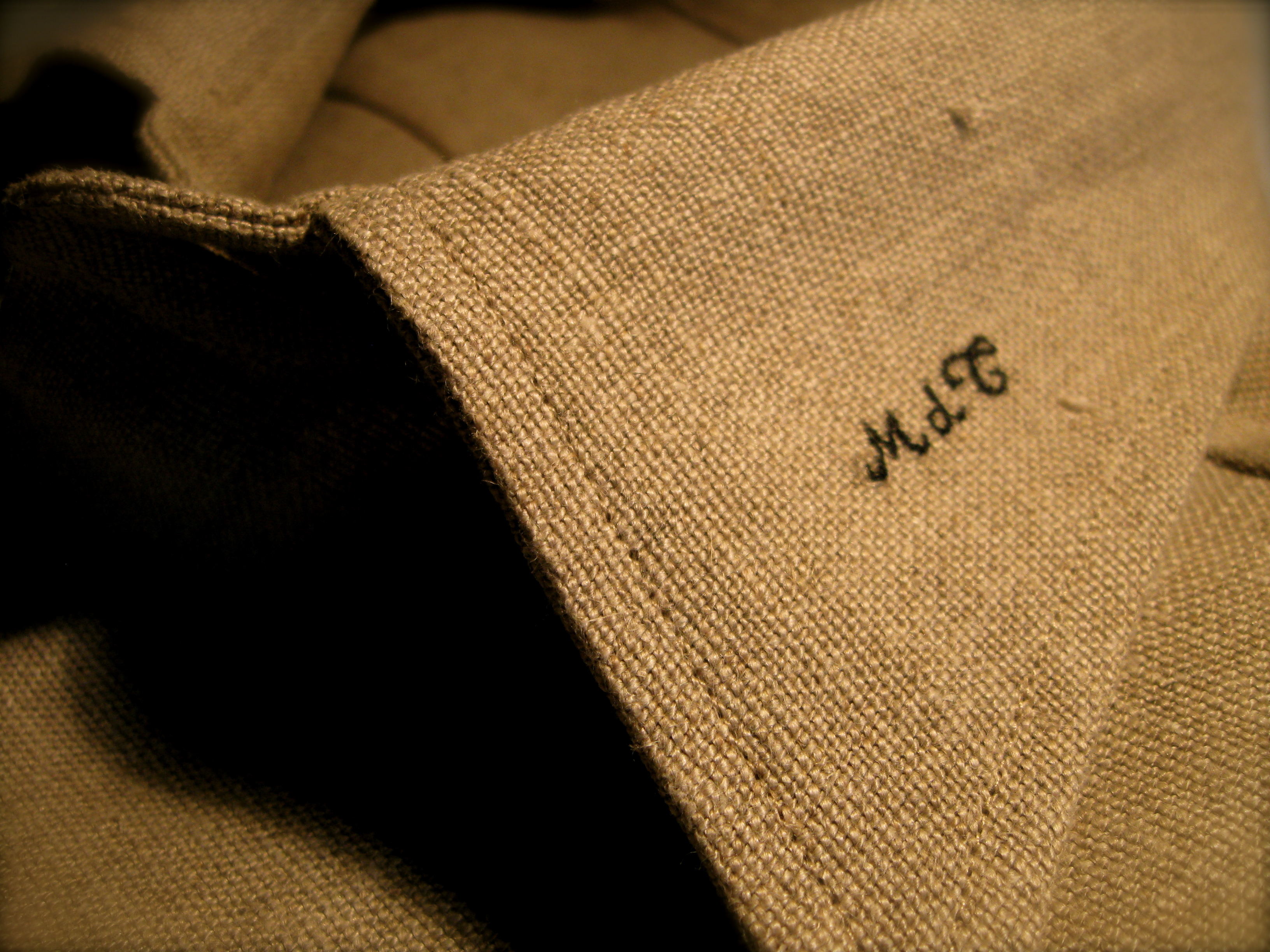
Collo di camicia in canapa con iniziali

Prima dell'avvento del proibizionismo della cannabis le diverse varietà della canapa erano coltivate in tutto il mondo fin dall'antichità, e utilizzate in vari e numerosissimi campi: il fusto costituiva la materia prima per la produzione di carta, fibre tessili in genere (corde, abbigliamento, ecc.), fibre plastiche, e concimi naturali; nella medicina umana e veterinaria le foglie e soprattutto i fiori erano molto utilizzati per vari scopi fra i quali, ad esempio, l'uso antinfiammatorio e sostituivano in quel periodo molti dei farmaci presenti oggi sul mercato. Con la canapa si possono produrre anche cosmetici come creme, shampoo e saponi. L'etanolo di canapa viene ricavato dal fusto della pianta fatto fermentare.

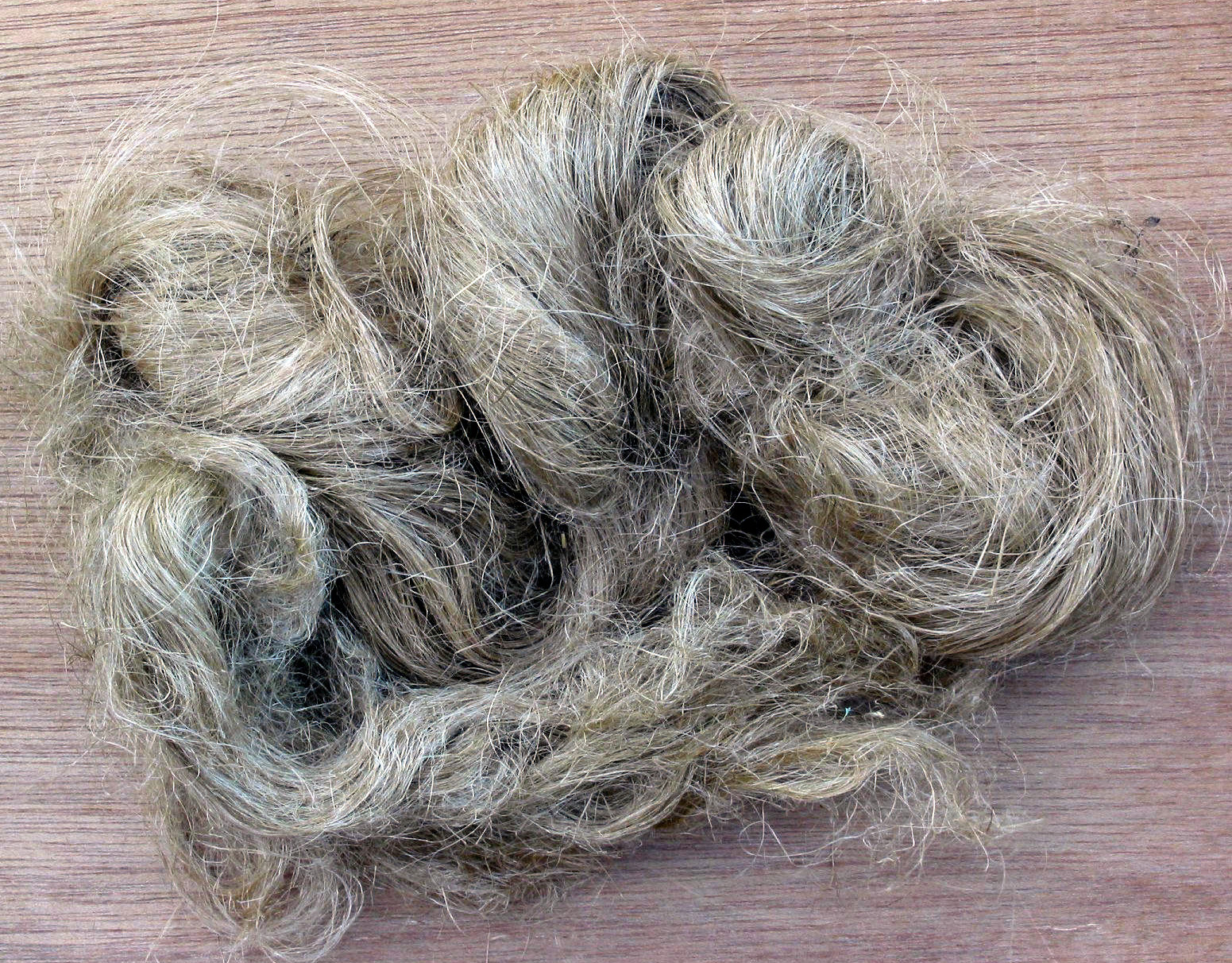
Fibre di canapa

Con la proibizione della canapa il maggior uso della pianta nei paesi occidentali si è ridotto a quello ricreativo. Alcune varietà della pianta presentano infatti un'elevata percentuale di THCA, il cannabinoide non psicoattivo costituente gran parte del sistema immunitario della pianta il quale, se ingerito e/o sottoposto ad alte temperature degrada per decarbossilazione nel THC (psicoattivo). I cannabinoidi sono sostanze chimiche di origine naturale, biochimicamente classificati come terpenofenoli. Sono composti accomunati dalla capacità di interagire con i recettori cannabinoidi del corpo umano e degli altri animali.

### Uso industriale
La canapa fornisce da millenni un'ottima fibra tessile. Le fibre, tuttora largamente utilizzate dagli idraulici come guarnizione, sono state importanti grezzi per la produzione di tessili e corde. Per centinaia di anni, fino alla seconda metà del Novecento sono state la materia prima per la produzione di carta.
Storicamente il principale utilizzo della canapa è stato nella produzione di funi, di grande applicazione soprattutto in marina. La produzione commerciale di canapa in occidente è decollata nel XVIII secolo, anche se coltivata nel XVI secolo nell'Inghilterra orientale. A causa della espansione coloniale e navale dell'epoca, le economie necessitavano di grandi quantità di canapa per corde e stoppa.

Quando iniziò il ciclo recessivo, anche per le proibizioni introdotte da molte legislazioni per evitare l'uso della pianta per la produzione di droga, l'uso tessile e quello della produzione di olio si ridimensionarono drasticamente.

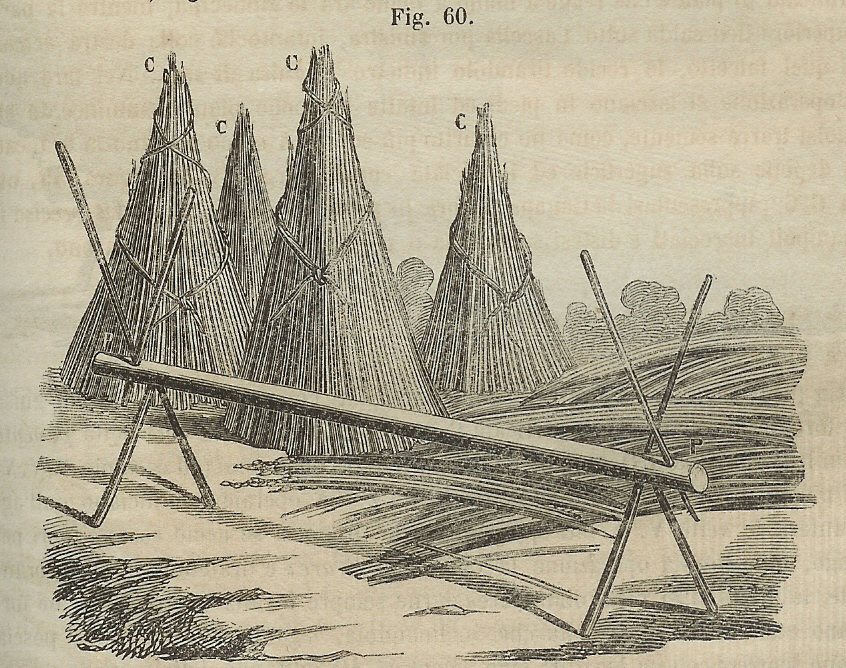
Gli steli (o canapuli) recisi aperti a capannella per essiccare prima dell'immersione nel maceratoio in un'illustrazione delle Istituzioni scientifiche e tecniche di agricoltura di Carlo Berti Pichat, vol. 5, stampato a Torino nel 1866Biblioteca Fondazione Nuova terra antica

La canapa è stata inoltre sfruttata nella chemiurgia, una branca dell'industria chimica che permetteva di ricavare ogni sorta di prodotto (plastiche, olii, gomme, vernici, pannelli isolanti, carburanti) dai prodotti agricoli, e che ebbe fra i suoi massimi sostenitori George Washington Carver e Henry Ford, il quale arrivò a costruire l'Hemp Body Car, la cui carrozzeria era realizzata in pannelli plastici interamente derivati da prodotti vegetali.

### Uso dei semi
I frutti, prodotti dai fiori femminili, sono acheni, normalmente chiamati semi di canapa, e costituivano un ingrediente tradizionale di molte cucine orientali (ad esempio in Nepal) e di alcune zone della Russia, che li impiegavano in una sorta di farinata, tipicamente nei periodi di carestia. Il seme di canapa infatti fornisce all'uomo un altissimo nutrimento, tanto che poche fonti vegetali possono competere con il suo valore nutrizionale. La farina ricavata dalla macinazione del seme della canapa può essere usata anche per fare una pasta in tutto simile a quella di grano tenero, ma dal colore più scuro.
La composizione del seme di canapa varia sensibilmente a seconda del genotipo: 
- proteine 19,25%–28,9%,
- carboidrati,di cui circa un 80% fibre, 26,40%–37,40%,
- lipidi 21,1%–37,5% di cui un 70%–80% sono acidi grassi polinsaturi.[36][37][38][39][40][41][42]

Il 65% delle proteine sono globuline edestine; il contenuto di edestina,  alto, combinato con l'albumina, altra proteina globulare presente in tutti i semi, rende immediatamente disponibili tutti gli amminoacidi. Le proteine del seme di cannabis permettono poi di ottenere il massimo nutrimento per chi soffre di tubercolosi, e altre malattie che provocano un blocco del sistema digestivo.
Gli estratti di semi di canapa, come quelli di soia, possono essere insaporiti per avere il gusto di pollo, di carne di manzo, o di maiale, e possono essere usati per produrre una sorta di tofu, panna o margarina, a un costo inferiore di quello dei fagioli di soia. La germinazione di qualsiasi seme aumenta il suo valore nutrizionale, e anche il seme di canapa può essere maltato e usato come ogni altro nelle insalate o nelle ricette. Dai semi è possibile ricavarne un latte (con sapore simile alla nocciola) come dai fagioli di soia. Possono infine essere macinati e usati come farina, oppure cotti, addolciti e mescolati con il latte per farne una nutriente colazione, simile alle creme di avena o di grano.
I semi contengono, oltre a proteine e carboidrati, un olio ricco (16%–30%) di acidi linolenici senza alcun effetto psicoattivo. L'olio ha un gusto fortemente linolico e viene ancora usato come olio speziato. È anche diffuso in molti prodotti cosmetici. Il sottoprodotto dei semi pressati per estrarre l'olio è un agglomerato altamente proteico. Questo agglomerato è stato uno dei principali mangimi per animali fino al secolo scorso. Il seme di canapa può fornire una dieta quasi completa per tutti gli animali addomesticati (cani e gatti), per molti animali da fattoria e il pollame, e permette il raggiungimento del loro massimo peso con un costo inferiore a quello dei mangimi impiegati. E senza bisogno di usare steroidi per la crescita artificiale e altri farmaci potenzialmente tossici.
L'olio estratto dai semi di canapa può essere utilizzato in alcuni tipi di motore, in particolare come biodiesel.

### Uso farmacologico e ricreativo
Al di là delle controversie sull'uso della canapa come stupefacente, va considerato che essa è stata per migliaia di anni un'importantissima pianta medicinale, fino all'avvento del proibizionismo della cannabis. A ogni modo negli ultimi decenni si è accumulato un certo volume di ricerche sulle attività farmacologiche della canapa e sulle sue possibili applicazioni.
Una meta-analisi del 2000 (che analizza tutti gli studi clinici pubblicati fino al 2000) conclude che la cannabis è efficace nel dolore neuropatico e spastico, meno in altri tipi di dolore. Ma successivi studi clinici hanno mostrato effetti significativi anche nel dolore tumorale, e hanno confermato l'ottima attività per il dolore neuropatico e per i sintomi dolorosi nella sclerosi multipla (spasticità, sintomi della vescica, qualità del sonno).
Nel 2007, presso l'Ospedale di Rotterdam, è stato verificato che nella terapia di malati di cancro il consumo di canapa (consumata anche come tisana) non interferisce con i farmaci anticancro più comunemente utilizzati.

#### Psicoattivo

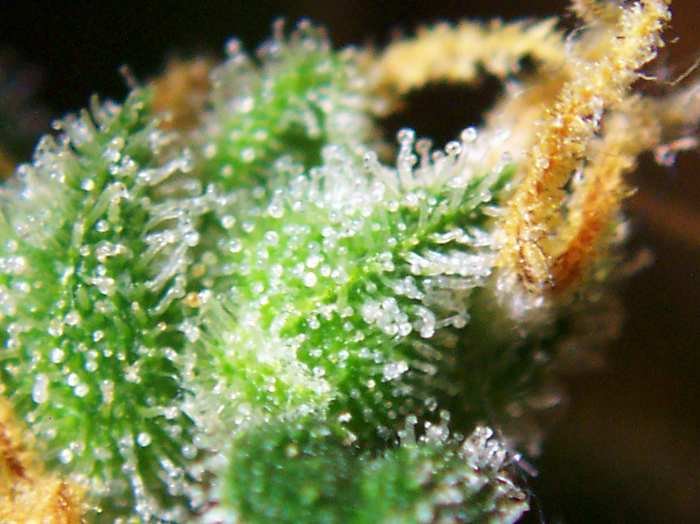
Ingrandimento del fiore femminile di Cannabis sativa; sono ben evidenti i peli ghiandolari contenenti resine.

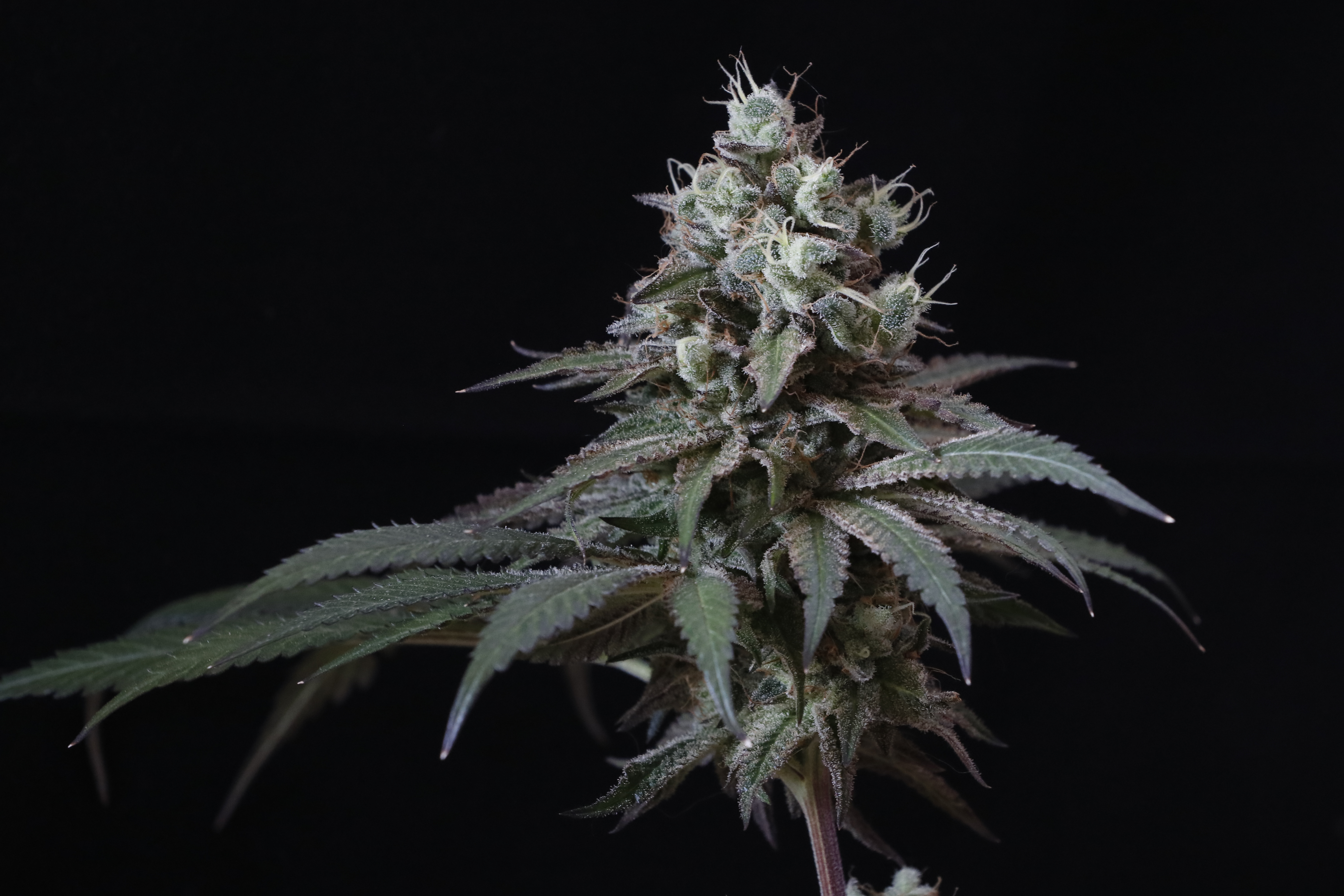
Un forte aumento di THC è stato riscontrato in nuove piante di Cannabis cresciute in maniera ottimale

Come sostanza psicoattiva vengono usate solo alcune parti, prevalentemente i fiori femminili (marijuana) e la loro resina (hashish) fumati, inalati o ingeriti. Il principale agente psicoattivo della cannabis è il THC, un artefatto derivato dall'acido tetraidrocannabinoico che si forma con l'essicazione dei fiori femminili. Anche la temperatura raggiunta durante la cottura o la combustione provoca una ulteriore decarbossilazione dell'acido tetraidrocannabinoico in delta-9 THC, aumentando la quantità disponibile di quest'ultimo.
L'hashish preparato per scopi commerciali contiene un'elevata quantità di sostanze variabili (naturali e non) allo scopo di aumentarne il peso per trarre maggiore profitto. Le sostanze assunte con l'uso della cannabis hanno un effetto "dispercettivo" che amplifica le sensazioni, e gli effetti dell'assunzione sono dunque molteplici. Tra quelli più frequentemente descritti si possono elencare: una sensazione di benessere, ilarità, maggiore coinvolgimento nelle attività ricreative, alterazione della percezione del tempo e assenza di atti aggressivi o reazioni violente (al contrario dell'alcool). La generale intensificazione delle sensazioni e delle emozioni può comprendere anche quelle legate a situazioni o pensieri spiacevoli, normalmente tollerabili o inconsci e può determinare, in questi casi, stati fortemente ansiosi, atteggiamenti e pensieri paranoici, limitatamente alla durata dello stato di intossicazione. Uno studio su circa 1.300 pazienti del Maryland non ha rilevato differenze in declino cognitivo fra consumatori leggeri, consumatori assidui e non-utilizzatori di cannabis.
Nel marzo 2007, la rivista scientifica The Lancet ha pubblicato uno studio dal quale si evince la minore pericolosità della marijuana rispetto ad alcool, tabacco o benzodiazepine: ricerche confermano questo studio. Non esistono casi documentati di overdose dovuta all'abuso di questa sostanza, in quanto il THC ha una tossicità estremamente bassa e i metodi di assunzione più utilizzati non consentono di assorbirne una quantità così elevata; il rapporto tra la dose letale e quella necessaria per saturare i recettori è di 1.000:1. Una ricerca del professor David Nutt dell'Università di Bristol, presidente del comitato britannico che svolge il ruolo di consulente governativo in materia di droghe, conferma la minore pericolosità della cannabis rispetto ad alcool e tabacco.
In uno studio dell'Università di Oregon (UO), pubblicato nel 2012, i risultati suggeriscono un effetto neurotossico della cannabis sul cervello degli adolescenti e sottolineano l'importanza della prevenzione e degli sforzi politici rivolti a questi ultimi. Gli informatori hanno riferito di aver notato più problemi cognitivi per i consumatori persistenti di cannabis. La disabilità si è concentrata tra i consumatori di cannabis ad esordio adolescenziale, con un uso più persistente associato a un maggiore declino.

##### Antitumorale

Animazione tridimensionale di una molecola di THC.

Uno studio pubblicato nell'edizione dell'aprile 2009 del Journal of Clinical Investigation, condotto all'Università Complutense di Madrid, ha dimostrato che il principio attivo THC potrebbe avere effetti antitumorali.
I ricercatori hanno iniettato una dose quotidiana di THC in topi di laboratorio nei quali erano stati sviluppati tumori e hanno constatato un processo di autodistruzione per autofagia delle cellule cancerogene.
Molti altri studi pubblicati su autorevoli riviste scientifiche mostrano come in diverse condizioni di studio cannabinoidi di diverso tipo siano in grado di ridurre la vitalità di diversi tipi di cellule colpite da cancro financo ad innescare meccanismi pro-apoptotici, interagendo contro di esse sia in modalità effettrice che interferente.
Alcuni studi mostrano come le preparazioni vegetali mostrino per molti versi maggiore efficacia rispetto alle molecole isolate.
Altri studi mostrano come in diversi casi l'effetto antitumorale possa variare a seconda dei cannabinoidi usati e delle concentrazioni eventualmente raggiunte nell'ambiente che circonda le cellule tumorali.
I primi studi scientifici nei quali si è potuto osservare con sufficiente confidenza tali caratteristiche anticancerogene risalgono al 1975.

#### Palliativo
Fino agli anni settanta nella medicina popolare alcuni preparati erano utilizzati per gli effetti palliativi sotto citati.
- I preparati sistemici (orale) hanno effetti distensivi, appetitostimolanti e leggermente anestetici ed euforizzanti.
- I preparati topici (spalmati localmente) sono spasmolitici e analgesici e specialmente utilizzati per dolori cronici.

## Aspetti legali
In Italia la coltivazione industriale è consentita dalla circolare ministeriale del MIPAF n. 1 prot. 200 dell'8 maggio 2002, limitato a varietà di canapa certificata, appositamente selezionate per avere un contenuto trascurabile di THC, che ne costituisce il principio attivo farmacologico e psicotropo.

## Letteratura
- L'importanza della coltivazione della canapa nel Settecento è attestata dal poemetto Il canapajo del sacerdote Girolamo Baruffaldi, tipico prodotto della letteratura georgico-didascalica.
- Lo scrittore François Rabelais nel Terzo libro delle gesta e dei detti eroici del nobile Pantagruel dedica ben due capitoli alla canapa[72], descrivendone le qualità e la sua utilità soprattutto per la navigazione, considerandola così eccezionale da attribuirle il nome del suo protagonista.
- Ne Il poema dell'hashish, prima parte de I Paradisi artificiali, Charles Baudelaire ne esalta l'essenza ammettendo di farne largo uso.